# Max Lackmann
Max Lackmann (* 28. Februar 1910 in Erfurt; † 11. Januar 2000 in Fulda) war ein deutscher evangelischer Theologe. Er war Widerstandskämpfer gegen den Nationalsozialismus und Ökumeniker „der ersten Stunde“.

## Leben

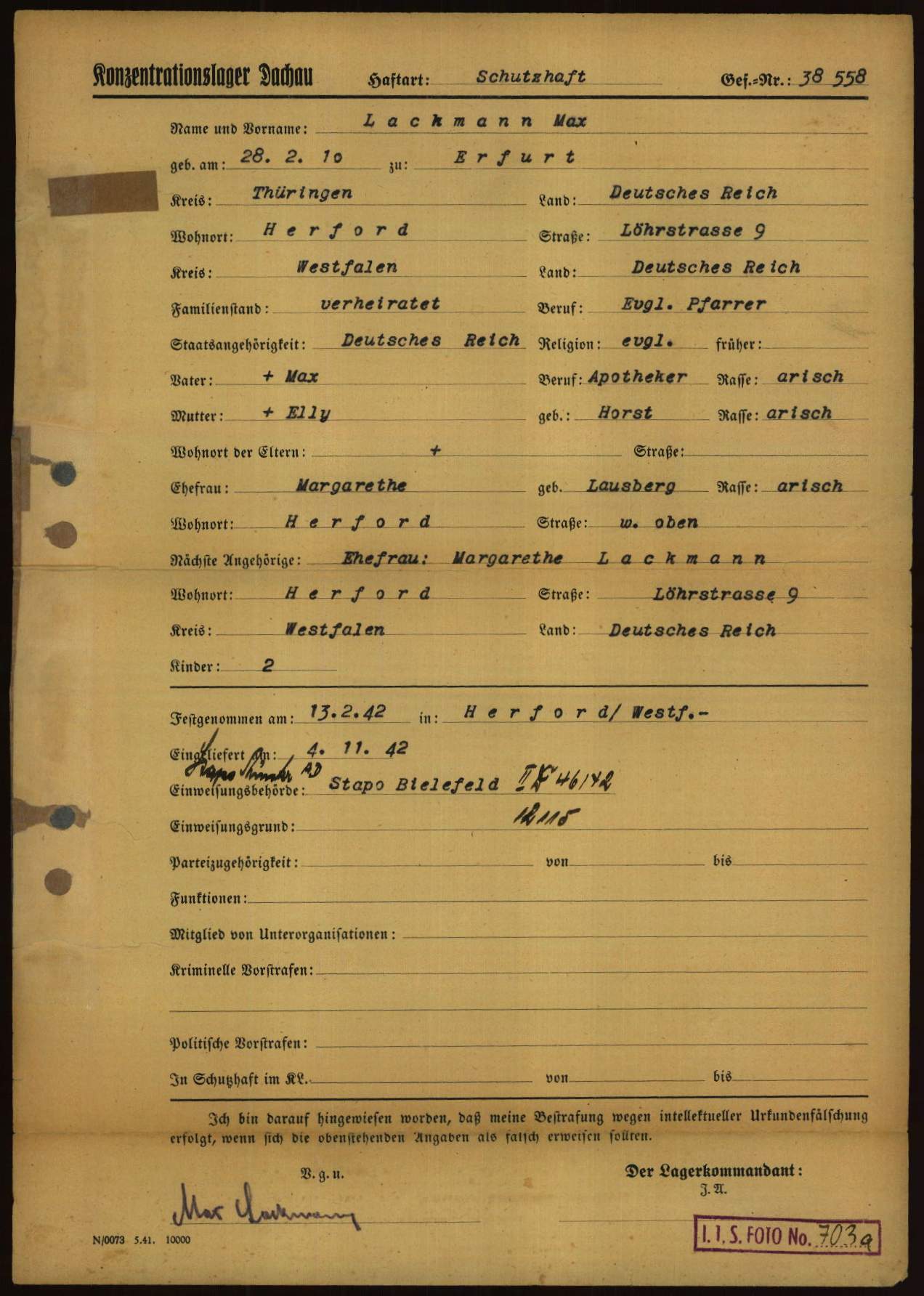
Anmeldeformular von Max Lackmann als Gefangener im nationalsozialistischen Konzentrationslager Dachau

Lackmann wuchs in Dortmund auf und besuchte dort das humanistische Gymnasium. Anschließend war er Erzieher in den Betheler Anstalten. Dort lernte er auch seine erste Frau kennen und heiratete sie 1939. In Bethel kam er zum „lebendigen Glauben“ und entschloss sich, Theologie zu studieren. In Bonn besuchte er die Vorlesungen von Karl Barth. Damals erkannte er, dass ein Christ die NS-Ideologie nicht annehmen kann. Deshalb verfasste er 1934 seine Schrift „Herr, wohin sollen wir gehen?“, die in Deutschland großes Aufsehen erregte. Darauf wurden ihm das Stipendium und die Zugehörigkeit zur Deutschen Studentenschaft entzogen, so dass er in Deutschland nicht weiter studieren konnte. Karl Barth verschaffte ihm einen Studienplatz in Basel. Als er nach mehreren Jahren nach Deutschland zurückkehrte, stand er immer noch auf der schwarzen Liste der Nationalsozialisten und wurde ständig beobachtet. Nach seiner Ordination im Jahre 1941 schloss er sich der Bekennenden Kirche an. So konnte es nicht ausbleiben, dass er wegen seiner unerschrockenen Predigten zuerst ins Gefängnis und später ins KZ Dachau kam. Bei Kriegsende wurde er von den Amerikanern befreit. In Dachau hatte er im „Pfarrerblock“ mit mehreren hundert katholischen Priestern eng zusammengelebt und gemeinsam für den Glauben gelitten. Es war für ihn unvorstellbar, dass sich die Konfessionen weiterhin fremd oder feindlich einander gegenüberstehen sollten wie zuvor. So wurde die Wiedervereinigung der Christen für ihn zu einer Lebensaufgabe.
Seine evangelische Landeskirche hatte für dieses Engagement kein Verständnis und pensionierte ihn, wegen „katholisierender Tendenzen“, vorzeitig. Mit Paul Hacker und Gustav Huhn gründete er 1960 den „Bund für Evangelisch-Katholische Wiedervereinigung“ (heute: „Bund für evangelisch-katholische Einheit“). Das Ziel war, Menschen zu sammeln, die bereit waren, in einer mit Rom unierten evangelischen Kirche zu leben. Nur evangelische Christen, die grundsätzlich diesem Plan zustimmten, konnten Mitglieder werden. Außerdem gab es Förderer und katholische Freunde. Ferner war Lackmann Mitgründer und Mitglied der die gleichen Ziele vertretenden St. Jakobus-Bruderschaft, einer geistlichen Kommunität mit verbindlichen Gelöbnissen unter der Leitung eines Oberen, mit evangelischen und katholischen Gliedern.
Über die Zielsetzung des Bundes gab es in der Folge Differenzen wegen der Frage nach dem richtigen Weg zur konfessionellen Wiedervereinigung. Während Lackmann für eine Loslösung von den (evangelischen) landeskirchlichen Strukturen und die Gründung einer evangelisch-katholischen Unionskirche plädierte (Forderung nach „Auszug aus dem Gehäuse des Protestantismus“), wollte der restliche Vorstand ein ausgewogenes Verhältnis zu den evangelischen Landeskirchen und der römisch-katholischen Kirche beibehalten (Modell des „gleichgewichtigen Ja“). Nach einer verlorenen Abstimmung über dieses Problem trat Lackmann 1969 aus dem Bund und der Bruderschaft aus. Ab 1973 engagierte er sich dann zusammen mit seiner zweiten Frau in seinem „Haus am Ölberg“ in Dalherda / Rhön für Bibelfreizeiten, wo Jugendliche aus verschiedenen Konfessionen erstmals die Erfahrung ökumenischer Gemeinschaft machten.
Max Lackmann behandelte in seinem Schrifttum ausführlich ungelöste Fragen, die zwischen den Konfessionen standen. Während des Zweiten Vatikanischen Konzils war er als Journalist in Rom und schrieb nach jeder Sitzungsperiode einen ausführlichen Bericht unter dem Titel „Mit evangelischen Augen“ (5 Bände).
Aus Krankheitsgründen lebte er in den letzten Jahren sehr zurückgezogen.
Der Publizist Thomas Lackmann ist sein Sohn.

## Ausgewählte wichtige Werke
- Herr, wohin sollen wir gehen? Ein Wort eines evangelischen Theologiestudenten an seine Kommilitonen. (= Theologische Existenz heute. Heft 11.) Chr. Kaiser Verlag, München 1934.
- Die Wahrheit wird Euch frei machen. Fünf Predigten nach der Heimkehr aus Dachau, Iserlohn 1945
- Gott rufet noch! Drei Predigten nach der Rückkehr aus Dachau (dem Gedenken an Ludwig Steil, Pfarrer in Wanne-Eickel, gestorben am 17. Januar 1945 im Konzentrationslager Dachau gewidmet), Herford 1945
- Schuld und Gnade. Eine Heimkehr aus Dachau, Iserlohn 1945
- Die Botschaft des Fjodor Dostojewski. Eine Wegweisung, Iserlohn 1946
- Sola fide. Eine exegetische Studie über Jakobus 2 zur reformatorischen Rechtfertigungslehre, Gütersloh 1949 (= Beiträge zur Förderung christlicher Theologie, Band 50)
- Vom Geheimnis der Schöpfung. Die Geschichte der Exegese von Römer I, 18–23, II, 14–16 und Acta XIV, 15–17, XVII, 22–29 vom 2. Jahrhundert bis zum Beginn der Orthodoxie, Stuttgart 1952
- Zur reformatorischen Rechtfertigungslehre, Stuttgart 1953
- Verehrung der Heiligen. Versuch einer lutherischen Lehre von den Heiligen, Stuttgart 1958
- Ruf der evangelischen Christenheit zur katholischen Erfüllung. In: Max Lackmann, Hans Asmussen, Ernst Fincke, Wolfgang Lehmann, Richard Baumann (Hrsg.): Katholische Reformation. Stuttgart 1958, S. 82–132
- Katholische Einheit und Augsburger Konfession, Graz 1959
- mit Hans Asmussen, Peter Meinhold, Erwin Iserloh: Abendmahl und Opfer. Stuttgart 1960
- Credo ecclesiam catholicam. Evangelisches Bekenntnis gegen den Protestantismus, Graz 1960
- Der Protestantismus und das ökumenische Konzil, Klosterneuburg 1960
- Ein Hilferuf aus der Kirche für die Kirche, Stuttgart 1960
- Katholische Reformation, Stuttgart 1960
- Der Christ und das Wort, Graz 1962
- Mit evangelischen Augen. Beobachtungen eines Lutheraners auf dem Zweiten Vatikanischen Konzil, Graz 1963
- Gespräch über den Ablaß. Evangelischer Diskussionsbericht, Graz 1965
- Wo bleibt die evangelische Reformation? Sonderheft der Zeitschrift Bausteine für die Einheit der Christen. Soest 1965
- Das neue Testament und die sichtbare Einheit der Kirche, Soest 1966
- Wir wollen die Versöhnung heute. Ein ökumenisches Bekenntnis. Herausgegeben vom Theologischen Ausschuß des Bundes für evangelisch-katholische Wiedervereinigung, Recklinghausen 1968
- Die evangelische Messe. Ordnung der feststehenden Teile der heiligen Messe. Theologische Erläuterungen zur evangelischen Messe. In: Bausteine. Arbeitsblätter des Bundes für ev.-kath. Wiedervereinigung, Heft 7/8, 1962; Evangelische Messe nach der ev.-luth. Agende I mit Erläuterungen des Theol. Ausschusses des Bundes für ev.-kath. Wiedervereinigung (= Zeitschrift Bausteine, Sonderheft 1973).